# Pterolophia nigrofasciata
Pterolophia nigrofasciata là một loài bọ cánh cứng trong họ Cerambycidae.